# 撒嬌
撒嬌又叫嗲、賣萌、詐嬌，是一种可爱的情感表示，具有吸引眼球的效應，包括但不限于通过可爱的声音/娃娃音、面部表情和手势表达，東亞以外語言一般沒有表示撒嬌的詞彙。
“撒娇”字面上指一种娇媚的表现，亞洲年輕男女流行偶像尤其喜歡这种賣萌表现方式。然而，这种表现在日常生活中也并不少见，它被广泛用来表达对爱人、家人和朋友的感情。